# What Happened to the Heart?
What Happened To The Heart? is het vierde studioalbum van de Noorse singer-songwriter en producer AURORA. Het album kwam uit op 7 juni 2024. Eén week na de uitgifte kwam het album terecht op plaats 10 in de Album Top 100.
Een jaar na de uitgifte van het album kwam er een deluxe versie van dit album uit op 2 mei 2025. Deze versie bevat drie orginele nummers en twee nieuwe versies van bestaande liedjes.

## Nummers
1. "Echo Of My Shadow" - 4:04
2. "To Be Alright"  - 4:05
3. "Your Blood" - 4:07
4. "The Conflict Of The Mind" - 4:14
5. "Some Type Of Skin" - 3:11
6. "The Essence" - 3:09
7. "Earthly Delights" - 3:21
8. "When The Dark Dresses Lightly" - 3:34
9. "A Soul With No King" - 4:24
10. "Dreams" - 4:24
11. "My Name" (met Ane Brun) - 3:19
12. "Do You Feel?" - 3:01
13. "Starvation" - 3:27
14. "The Blade" - 4:33
15. "My Body Is Not Mine" - 4:01
16. "Invisible Wounds" - 4:59
17. "The Flood" - 4:29 (Deluxe Album)
18. "Hearts Intuition" - 3:21 (Deluxe Album)
19. "The Weight Of Missing" - 6:34 (Deluxe Album)
20. "Dreams" (met Nicole Zignago) - 4:24 (Deluxe Album)
21. "Some Type Of Skin" (met Atarashii Gakko!) - 3:35 (Deluxe Album)

## Singles
De nummers "Your Blood", "The Conflict Of The Mind", "To Be Alright" en "Starvation" zijn als individuele singles uitgebracht. Daarnaast heeft AURORA een, door Brian Eno geremixte, versie van "A Soul With No King" uitgebracht als onderdeel van het "Sounds Right"-initiatief van het Museum voor de Verenigde Naties. 

## Tour
Ter promotie van het album is een wereldwijde concerttour onder de naam "What Happened To The Earth?" aangekondigd, waarin AURORA Oost-Azië, Europa en Noord-, Midden- en Zuid-Amerika aan doet. Tijdens deze tour treedt AURORA tweemaal op in Nederland: op 28 september 2024 in de AFAS Live en op 1 mei 2025 in de Ziggo Dome.